# جونیا یاماشیرو
جونیا یاماشیرو (انگلیسی: Junya Yamashiro؛ زادهٔ ۱۹ ژوئن ۱۹۸۵) بازیکن فوتبال اهل ژاپن است.
از باشگاه‌هایی که در آن بازی کرده‌است می‌توان به باشگاه فوتبال سرزو اوساکا و باشگاه فوتبال ساگان توسو اشاره کرد.